# Filippo Juvara
Filippo Juvara o Juvarra, conocido en español como Felipe Juvara (Mesina, 7 de marzo de 1678 - Madrid, 31 de enero de 1736) fue un arquitecto y escenógrafo italiano.

## Biografía
Juvara nació en Mesina en una familia de orfebres y grabadores. Después de unos años de aprendizaje con su familia en Sicilia, donde diseñó los decorados festivos de Mesina para la coronación de Felipe V de España y Sicilia (1705). Tras ordenarse sacerdote en 1703 -tenía 25 años de edad- Juvara se trasladó a Roma en 1704; allí, a la vez que se formaba como sacerdote  fue aprendiendo la maestría de la arquitectura como discípulo de Carlo y Francesco Fontana. 
Esta primera fase de su carrera independiente la ocupó con diseños para ceremonias y celebraciones y especialmente con diseños para teatros, en los que creó un nuevo tipo de espacio teatral de virtuoso ilusionismo para sustituir a las rigurosas perspectivas arquitectónicas frontales heredadas del siglo XVI. Diseñó también maquinaria y mecanismos teatrales, en el Teatro de San Bartolomé, Nápoles (1706), y en el establecido Teatro Capranica, Roma (1713). Trabajó igualmente como escenógrafo para teatros privados, en particular para el pequeño teatro en el Palazzo della Cancelleria del cardenal Pietro Ottoboni (1709) y un pequeño teatro para la Reina de Polonia en Palazzo Zuccari, ambos encargos muy destacados. En 1713 el proyecto de un teatro lo llevó hasta Génova. 
En 1706 Juvara ganó el concurso para la nueva sacristía en San Pedro, organizado por el Papa Clemente XI, y se convirtió en miembro de la prestigiosa Academia de San Lucas. En 1708 creó su primer trabajo arquitectónico importante fuera del teatro y el único realizado en Roma: la Capilla Antamori en la iglesia de San Jerónimo de la Caridad.
Juvara fue también un grabador: su libro de grabados de escudos de armas esculpidos apareció en 1711, Raccolta di varie targhe fatte da professori primarii di Roma.
El período de actividad más intensa de Juvara comenzó en 1714, cuando después de una estancia en Mesina, se trasladó al Piamonte, donde Víctor Amadeo II de Saboya le empleó primero en un proyecto escenográfico y después nombró a Juvara el primer arquitecto de la corte. En Turín permaneció durante veinte años, realizando gran parte de su obra y construyendo todo tipo de edificios, de los que destaca la iglesia-monasterio de Superga (1717-1731) en lo alto de una colina sobre Turín, de planta rectangular con iglesia centralizada cubierta por cúpula y tambor de su misma altura, apoyado sobre la columnata rotonda que domina el espacio interior.
Para la familia real saboyana, erigió el decorado pabellón de caza o castillo-palacio llamado Palazzina di Stupinigi (1729–1731), un gran conjunto palaciego agrupado en torno a una sala elíptica.
Explorando más y más las tradiciones originales italiana y francesa, Juvara realizó la fachada y la teatral escalera de entrada del Palacio Madama en Turín (1718-1721). 
Otras obras turinesas fueron: 
- Fachada de la iglesia de Santa Cristina (1715-1718);
- Basílica de la Natividad;
- Tercera ampliación de Turín hacia el oeste según un sistema ortogonal introducido por Ascanio Vitozzi y Carlo di Castellamonte: el proyecto incluía la construcción del palacio Martini di Cigala (1716), de Quartieri Militari (1716-1728) y más tarde de la iglesia del Carmine (1732-1736), donde el espacio se concentra alrededor de la sala central con el efecto escenográfico de la luz cayendo desde arriba.

La fama obtenida en Turín gracias a su talento y habilidades determinaron su posterior actividad en las cortes más ricas de Europa: en 1719 estaba en Portugal, donde proyecta la construcción del Palacio de Mafra para Juan V (1719-20), después de lo cual viajó a Londres y París.
Juvara y Johann Bernhard Fischer von Erlach se influyeron entre sí a través de los grabados.
En 1735 el arquitecto recibió una invitación del rey borbón de España, Felipe V, para quien proyectó la fachada del palacio de la Granja de San Ildefonso, el nuevo Palacio Real de Madrid y el Palacio Real de Aranjuez, ejecutados después de la muerte de Juvara por Giovanni Battista Sacchetti y otros discípulos.
El proyecto original de Juvara para el Palacio Real de Madrid, del que solo se conserva una maqueta en madera pues no llegó ni siquiera a dibujar los planos, de haberse construido según su diseño habría sido el más suntuoso de Europa. El arquitecto Sachetti redujo el proyecto a dimensiones más modestas y así surgió el actual palacio.
Otro arquitecto muy influido por Juvara fue Bernardo Vittone. Además de estos proyectos, Juvara realizó otros trabajos en Madrid, como el proyecto del nuevo Coliseo de la Cruz.
Juvara murió en Madrid en 1736 de manera extraña e inesperada. Fue enterrado en la iglesia de San Juan Bautista en la Plaza de Ramales, demolida en 1810. Recordado este hecho en una placa del Ayuntamiento de Madrid en una fachada de la plaza.
Su obra, como gran parte de la arquitectura barroca, perdió su atractivo con el auge del Neoclasicismo. En 1994, se celebró una gran exposición sobre sus diseños en Génova y en Madrid.

## Galería

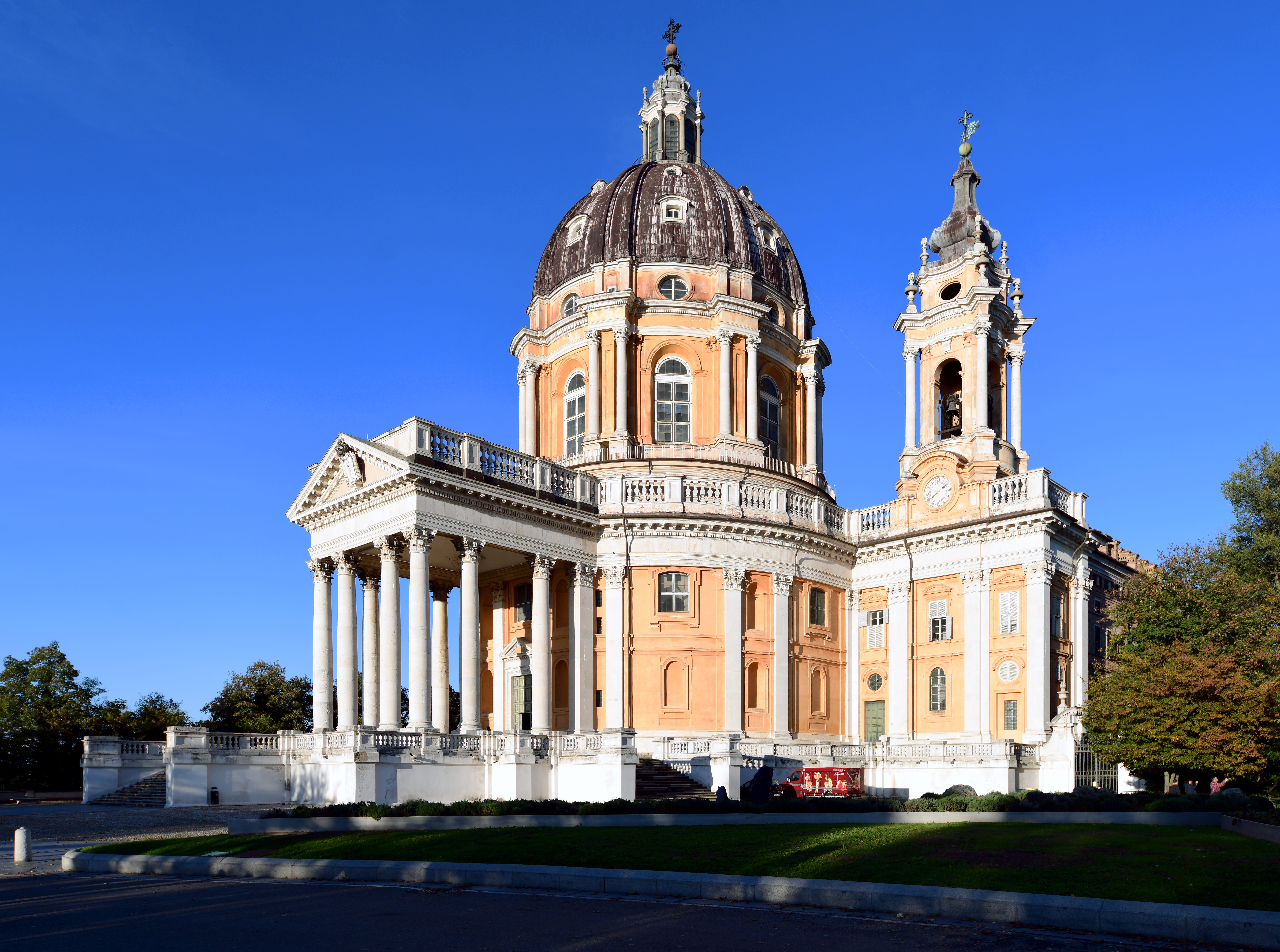
Basílica de Superga.
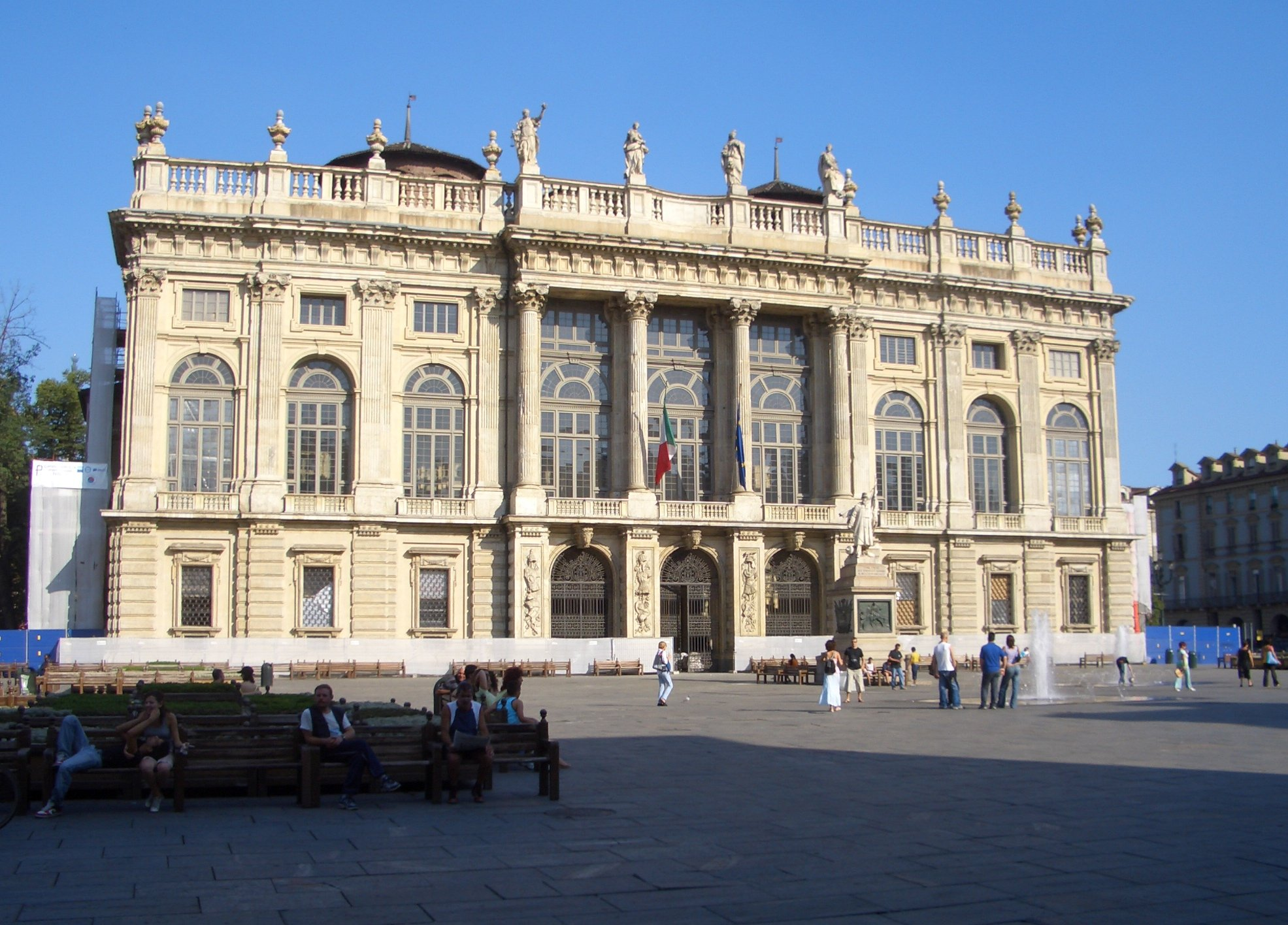
Palacio Madama de Turín.
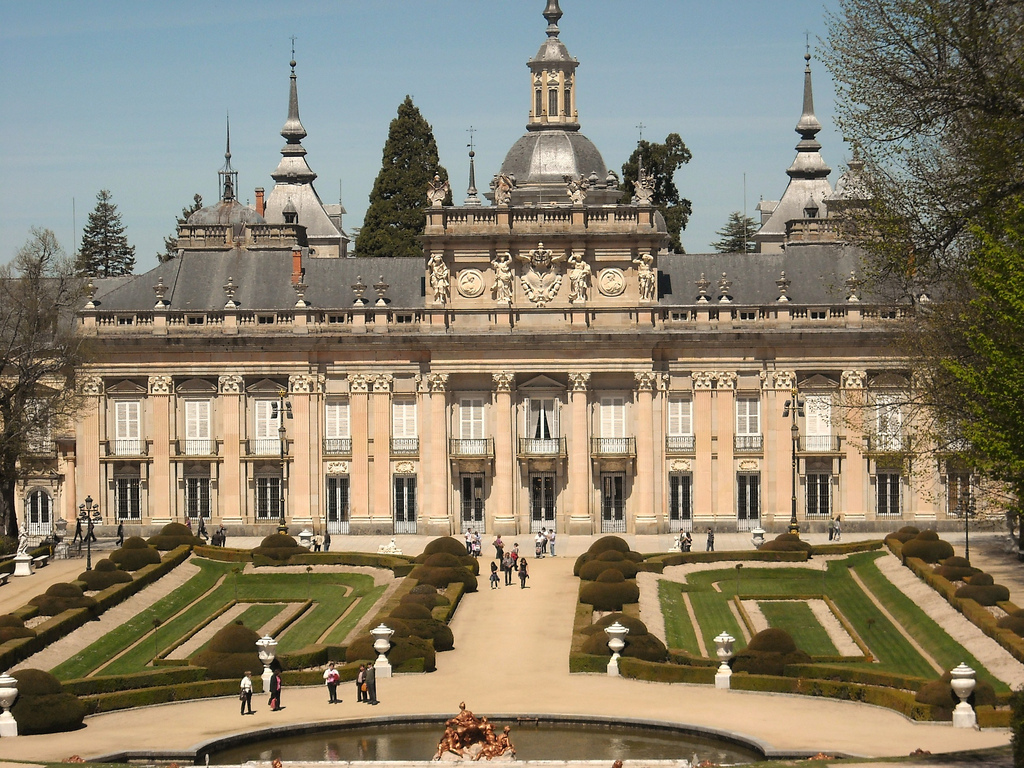
Fachada principal del Palacio Real de La Granja de San Ildefonso.
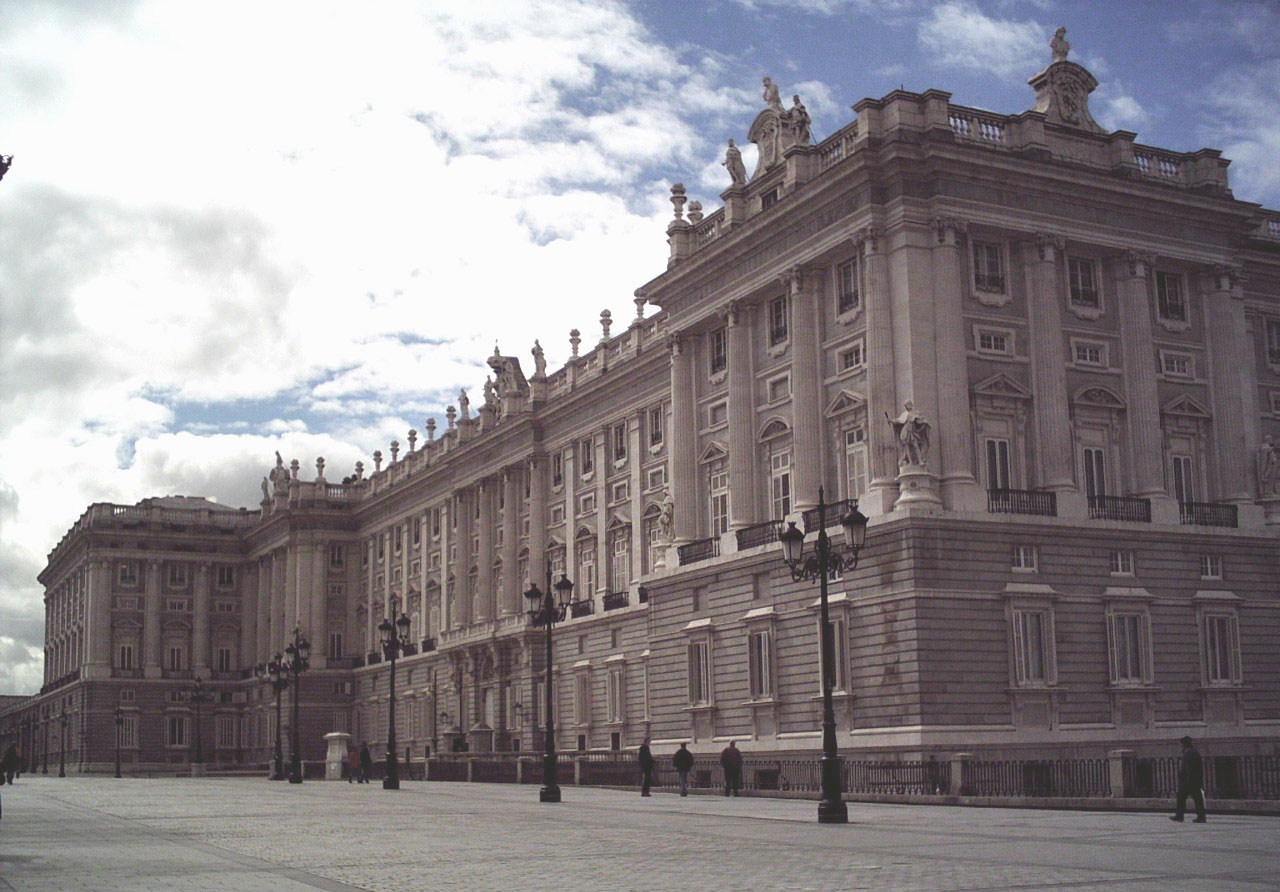
Palacio Real de Madrid, proyecto de Juvara, con alteraciones de Sachetti y Sabatini.